# Kung Fu contra as Bonecas
Kung Fu Contra as Bonecas é um filme brasileiro de 1976, com direção de Adriano Stuart a partir do seu roteiro com Alfredo Palácios e Walter Negrão.

## Elenco[2]
- Adriano Stuart ...Chang
- Maurício do Valle ...Azulão
- Helena Ramos ...Maria
- Nadir Fernandes ...Rosa
- Walter Stuart ...Travessa
- Edgard Franco ...Capataz
- Dionísio Azevedo ...Coronel
- Luely Figueiró ...Jovina
- David Neto ...Sargento

## Sinopse
Chang, um mestiço de chinês com pernambucana, descobre que seu pai e irmã foram assassinados pelo cangaceiro Azulão.Chang se junta com Maria, lutadora de capoeira, para vingar-se, ocorrendo várias lutas com golpes de kung fu, karatê e capoeira. Conseguindo assim arrasar com Azulão e seu bando. Chang parte para o desconhecido…